# Dejaste ver tu corazón
«Dejaste ver tu corazón» es una canción compuesta por el músico argentino Fito Páez e interpretada por él mismo en el álbum doble La la la de 1986, tercero de su carrera, realizado en conjunto con Luis Alberto Spinetta. El álbum fue calificado por la revista Rolling Stone y la cadena MTV como #61 entre los cien mejores discos de la historia del rock nacional argentino.
En el tema Fito Páez canta y toca los teclados, mientras que Luis Alberto Spinetta toca una guitarra sintetizada Roland G-505. Como músicos invitados participan Gustavo Giles (contrabajo), Lucio Mazaira (batería) y Carlos Franzetti (arreglos de cuerdas).

## Contexto
El álbum La la la fue el resultado de la colaboración musical de dos figuras máximas del rock nacional argentino, Luis Alberto Spinetta y Fito Páez. En el momento de la grabación Spinetta tenía 36 años y era una figura consagrada con diecinueve álbumes grabados, en tanto que Páez tenía 23 años y recién comenzaba a ser una estrella con dos álbumes grabados.
La colaboración de dos figuras máximas para sacar un álbum conjunto, como hicieron Spinetta y Páez en 1986, fue un hecho inusual en el rock nacional argentino. Argentina transitaba el tercer año de democracia luego de la caída de la última dictadura. En ese contexto democrático el rock nacional, que había aparecido en los años finales de la década de 1960, se estaba masificando y desarrollaba nuevas sonoridades, a la vez que ingresaba una nueva generación.
La asociación entre Spinetta y Páez canalizó precisamente ese encuentro entre la generación que fundó el rock nacional y la segunda generación marcada por la Guerra de Malvinas (1982) y la recuperación de la democracia (1983).

## El tema
El tema es el sexto track del Disco 1 (primero del lado B) del álbum doble La la la. Se trata de una bella canción de amor en ritmo de vals, que Páez compuso en 1985 para ofrecérsela a Spinetta, antes de que hubiera conversaciones para hacer un álbum juntos. El ofrecimiento de la canción que Fito le hizo a Luis fue el punto de partida del encuentro que los llevó a hacer La la la.
El título incluye la palabra "corazón" un concepto decisivo en la obra de Fito Páez, sobre todo  en los primeros años de su carrera ("Yo vengo a ofrecer mi corazón", "Taquicardia", "Corazón clandestino", "Dejaste ver tu corazón", "Ciudad de pobres corazones", "Y dale alegría a mi corazón").  
La letra exterioriza una visión romántica y optimista de la tormentosa relación amorosa que mantenían Fito Páez y Fabiana Cantilo desde un par de años atrás y que continuaría con muchos altibajos hasta bien entrada la década de 1990. La canción refiere las idas y vueltas ("volver y volver a empezar") de la relación entre ambos y alude a las conversaciones movilizadoras que mantenían ("volver con alguna verdad que ayude a quedarse"), pero rescata que todo ello fue necesario para que ella pudiera finalmente dejar que se viera su corazón.
Fito ubica la canción en el mes de agosto y menciona "cuatro paredes de cal", que se relacionan con las paredes que Fabiana pintó de blanco, de la casa de Estomba y Pampa (Colegiales), donde ambos se habían ido a vivir juntos ese año.

En cuatro paredes de cal
y en pocas palabras
se puede cruzar todo el mar
si hay dos que se aman.
Volver y volver a empezar,
volver a tocarte,
volver con alguna verdad
que ayude a quedarse
(...)
Y así tan solo así dejaste ver
tu corazón,
cerrado.
Y esta vez no va a ser necesario
que digamos nada...
"Dejaste ver tu corazón" (fragmento)

Fabiana ha contado que su relación con Fito "fue torturante" y que oscilaba todo el tiempo entre la plenitud y la ruptura:

Más que amor pasional era una cosa de "no te preocupes que no te voy a dejar solo", pero después igual nos peleábamos y nos dejábamos solos... Nos peleábamos, nos queríamos y nos dejábamos.
Fabiana Cantilo

El tema "Instant-táneas", del mismo álbum, también tiene que ver con la relación amorosa entre Fito y Fabiana, al igual que antes lo habían sido "Yo vengo a ofrecer mi corazón" y "Corazón clandestino", y luego "Fue amor", "Brillante sobre el mic" y "Nada es para siempre".
Musicalmente en el tema se destacan las cuerdas arregladas por Carlos Franzetti, que consolidan la atmósfera romántica que trasunta el vals. Fito Páez interpreta el piano aportando una sencilla calidez. Lucio Mazaira acompaña con una batería sutil tocada con escobillas durante la mayor parte del tiempo. Gustavo Giles aporta a la calma general del tema con un fondo de contrabajo.
La idea de convocar a Franzetti para realizar arreglos de cuerdas en algunos temas de La la la fue de Fito Páez, algo que Spinetta consideró como "una de las mejores ideas del disco". Franzetti, que estaba radicado Estados Unidos y en las décadas siguientes alcanzaría un gran éxito internacional, también hizo en el álbum los arreglos de cuerdas en "Asilo en tu corazón", "Parte del aire" y "Pequeño ángel", además de componer el tema "Retrato de bambis".
La banda de tango Altertango incluyó la canción en su cuarto álbum Melodramas, precisamente por la naturaleza melodrámática del contenido: "es sencilla y perfecta". Lo mismo hizo el músico Guillermo di Pietro en un álbum titulado Variaciones sobre Fito Páez (2011) dedicado totalmente a realizar variaciones de canciones de Páez, considerándolas como "canciones perfectas".